# John M. Jackson
Pour les articles homonymes, voir Jackson et John Jackson (homonymie).
John M. Jackson, né le 1er juin 1950 à Bâton-Rouge, en Louisiane, aux États-Unis est un acteur américain.

## Biographie
Il a passé son enfance au Texas, pratiqué le football américain au lycée et à l'Université du Texas. Plus tard, il est devenu professeur dans un collège où il a enseigné l'histoire et la géographie. Il est marié, réside à Los Angeles, passe une partie de son temps libre à entraîner de jeunes joueurs de baseball, sport qu'il adore, aime écouter du jazz et collectionner les premières éditions de ses auteurs favoris.
Il est présent dans plusieurs films assez populaires comme Des hommes d'honneur où il jouait le supérieur de Demi Moore, Un monde parfait avec Clint Eastwood, The Legend Of Billie Jean, Hitcher et Local Hero. À la fin des années 1990, il est apparu au côté de Steven Seagal dans L'Ombre blanche et dans le film Spitfire Grill.
À la télévision, il a fait quelques apparitions remarquées dans les séries dramatiques La Vie à cinq, Bienvenue en Alaska, Dark Skies : L'Impossible Vérité, Sisters et Un flic dans la mafia. Il a également obtenu des rôles dans les séries Family of Spies (dans laquelle il jouait un officier de la Marine), Roswell, Shattered Vows, Confusion tragique, Adam, On Promised Land, Viva Oklahoma, Dead Solid Perfect, Cold Sassy Tree et bien d'autres. Il est également apparu dans la série De la Terre à la Lune qui a été nommée aux Emmy Award. Il a tenu le rôle de l'amiral AJ Chegwidden pendant 9 saisons dans la série JAG. Il apparaît dans 3 épisodes de la saison 8 de NCIS : Los Angeles.
Au théâtre, il a joué dans les pièces Four Corners, The Deal, A Voice in the Theatre, Ginger Ale Afternoon, Pot Mom, The Figure and Other Short Works, The Carney Rod and Gun Club et Are You Now or Have You Ever Been?.

## Filmographie

### Cinéma
- 1993 : Un monde parfait de Clint Eastwood : Bob Fielder
- 2017 : Mary de Marc Webb : le juge Edward Nichols

### Télévision

#### Séries télévisées
- 1986 : MacGyver, épisode L'Anniversaire : Policier
- 1995-2004 : JAG, saisons 1 à 9 : Amiral AJ Chegwidden
- 2005-2006 : Bones, saison 1, épisodes 1, 7, 11, 12, 18 et 20  : Directeur du FBI, Sam Cullen
- 2009 : Le Retour de K 2000, épisode  Mission explosive : 2e partie : Pilote d'avion C-130, Gus
- 2013 : NCIS : Enquêtes spéciales, épisode Chasse aux sorcières (2e partie) : Amiral AJ Chegwidden
- 2013 : Esprits criminels, épisode Dans le viseur : l'agent Malcolm Hollins
- 2014 : Rizzoli and Isles : Howard Ames
- 2016 : NCIS : Enquêtes spéciales, épisode Une nouvelle ère : Amiral AJ Chegwidden
- 2017 : NCIS : Los Angeles, épisodes Vengeance, Cicatrices de guerre et L'âge d'or : Amiral AJ Chegwidden